# Pommerby
Pommerby település Németországban, Schleswig-Holstein tartományban. Lakosainak száma 153 fő (2023. december 31.). Pommerby Kronsgaard, Hasselberg, Gelting és Nieby községekkel határos.

## Népesség
A település népességének változása:
| Lakosok száma | 244  | 155  | 150  | 159  | 159  | 155  | 152  | 153  |
|               | 1975 | 2013 | 2014 | 2017 | 2019 | 2021 | 2022 | 2023 |